# Švýcárna (Kouty nad Desnou)
Švýcárna (něm. Schweizerei) je turistická chata v Jeseníkách, s adresou Kouty nad Desnou čp. 74, Loučná nad Desnou, v okrese Šumperk. Leží na hřebenové trase mezi Červenohorským sedlem a Pradědem v nadmořské výšce 1304 m n. m. Chata byla původně salaší, kterou nechal postavit roku 1829 kníže Alois II. z Lichtenštejna. Salaš užíval švýcarský bača (odtud pojmenování chaty). Rozvojem turistiky nechal kníže Jan II. z Lichtenštejna v roce 1887 starou salaš nahradit novou srubovou chatou, určenou pro turisty.